# Cetro de Annúminas
El Cetro de Annúminas es un artefacto ficticio que forma parte del legendarium creado por el escritor británico J. R. R. Tolkien. Era el principal emblema de realeza entre los reyes Dúnedain de Arnor, pues, al igual que los antiguos númenóreanos, no usaban corona. En Númenor había sido la vara de los Señores de Andúnië, traída a la Tierra Media luego de la Anegación de Númenor por Elendil, hijo de Amandil, último de estos Señores. El cetro original de los reyes de Númenor se perdió luego de que Ar-Phârazon atacara Aman y quedara sepultado bajo las colinas junto con su ejército.
Era una vara de plata, y en la época de la Guerra del Anillo era la obra hecha por Hombres más antigua que se conservaba en la Tierra Media, pues tenía más de 5000 años cuando llegó a Aragorn. Elrond lo había custodiado, junto con los fragmentos de Narsil y el Anillo de Barahir, en Rivendel, y lo retuvo hasta que Aragorn consiguió la victoria y fue coronado rey. Entonces se lo cedió en Minas Tirith, y de esa manera obtuvo las dos insignias: la corona de los reyes de Gondor y el cetro de los reyes de Arnor. Así, quedó constituido rey del Reino Unificado.
- Datos: Q3141463